# Landbomuseet Lundekrog
Landbommuseet Lundekrog er, som navnet antyder, et landbrugsmuseum, der ligger mellem Lille Skensved og Ejby omkring 8 km vest for Køge. Museet omfatter omkring 2000 m2 og udstiller landbrugsredskaber fra perioden 1840 til 1950, samt mindre værksteder, et mejeri, frisør, skole, legetøj og historiske dragter og broderier.
Museet drives af en forening på omtrent 150 personer, hvor af omkring 20 arbejder frivilligt på museet.